# Idiochlora androcmes
Idiochlora androcmes är en fjärilsart som beskrevs av Louis Beethoven Prout 1937. Idiochlora androcmes ingår i släktet Idiochlora och familjen mätare. Inga underarter finns listade i Catalogue of Life.